# Езекијел Фернандез
Игнасио Езекијел Агустин Фернандез Карбаљо (шп. Ignacio Ezequiel Agustín Fernández Carballo; Буенос Ајрес, 25. јул 2002) је аргентински фудбалер који тренутно наступа за Боку јуниорс. Игра на позицији дефанзивног везног играча.

## Успеси
Бока јуниорс
- Суперкуп Аргентине (1) : 2023.[4]
- Интернационални суперкуп Аргентине: (финале: 2022)[5]
- Копа либертадорес: (финале: 2023)[6]

 Аргентина до 17
- Јужноамеричко првенство до 17 година (1) :  2019.[7]